# بدحالی روان‌زاد جمعی
بدحالی روان‌زاد جمعی (به انگلیسی: Mass psychogenic illness) (اختصاری MPI)، که به آن بدحالی جامعه‌زاد جمعی (به انگلیسی: mass sociogenic illness)، اختلال روان‌زاد جمعی (به انگلیسی: mass psychogenic disorder)، هیستری همه‌گیر (به انگلیسی: epidemic hysteria) یا هیستری جمعی (به انگلیسی: mass hysteria) نیز گفته می‌شود؛ شامل گسترش علائم ناخوشی از طریق جمعیتی است که در آن هیچ عامل عفونی پدیدآورندهٔ سرایت وجود ندارد. ام‌پی‌آی گسترش سریع علائم و نشانه‌های بدحالی است که بر اعضای یک گروه منسجم اثر می‌کند و در پی یک اختلال دستگاه عصبی شامل تحریک، ازدست‌دادن یا دگرگونی عملکرد آغاز می‌شود، در نتیجه ناراحتی‌های جسمانی که به‌طور ناخودآگاه نشان داده می‌شوند، هیچ علت طبیعی متناظر ندارند.

## علل
ام‌پی‌آی از دیگر انواع هذیان‌های جمعی است که به‌دلیل درگیرشدن علائم جسمانی، از آن متمایز است. این اختلال به‌خوبی شناخته نشده‌است و علل آن نامشخص است. ویژگی‌های شیوع ام‌پی‌آی اغلب عبارتند از:
- علائمی که هیچ مبنای طبیعی قابل قبولی ندارند؛
- علائم گذرا و خوش‌خیم؛
- علائم با شروع و بهبود سریع؛
- وقوع در یک گروه تفکیک‌شده؛
- وجود اضطراب غیرعادی؛
- علائمی که از طریق بینایی، صدا یا ارتباط کلامی منتشر می‌شوند؛
- گسترشی که در مقیاس سنی پایین می‌آید و از افراد مسن‌تر یا با موقعیت-بالاتر شروع می‌شود؛
- بخش‌غالب شرکت‌کنندگان مؤنث.

روان‌پزشک بریتانیایی سایمون وسلی بین دو شکل ام‌پی‌آی تمایز قائل می‌شود:
- هیستری اضطراب جمعی «شامل دوره‌های اضطراب حاد است که عمدتاً در دانش‌آموزان رخ می‌دهد. تنش قبلی وجود ندارد و گسترش سریع از طریق تماس دیداری است.»[۴]
- هیستری حرکتی جمعی «شامل ناهنجاری در رفتار حرکتی است. در هر گروه سنی رخ می‌دهد و تنش قبلی وجود دارد. موارد اولیه را می‌توان شناسایی کرد و گسترش تدریجی است. … شیوع ممکن است طولانی شود.»[۴]

در حالی که تعریف او گاهی رعایت می‌شود، دیگران مانند علی-گومبه و همکارانش از دانشگاه مایدوگوریِ نیجریه، تعریف وسلی را به چالش می‌کشد و شیوع‌هایی را با ویژگی‌های هر دو حالت هیستری حرکتی جمعی و هیستری اضطرابی جمعی توصیف می‌کند.
| علامت                                                 | درصد گزارش |
| ----------------------------------------------------- | ---------- |
| سردرد                                                 | ۶۷         |
| سرگیجه یا سبکی‌سَر                                      | ۴۶         |
| حالت تهوع                                             | ۴۱         |
| گرفتگی یا درد شکمی                                    | ۳۹         |
| سرفه                                                  | ۳۱         |
| خستگی، خواب‌آلودگی یا ضعف                              | ۳۱         |
| درد یا سوزش گلو                                       | ۳۰         |
| ژرف‌دَمش (به انگلیسی: Hyperventilation) یا مشکل در تنفس | ۱۹         |
| چشم‌های پرآب یا تحریک‌شده                               | ۱۳         |
| تنگی یا درد قفسه سینه                                 | ۱۲         |
| ناتوانی در تمرکز / مشکل در تفکر                       | ۱۱         |
| استفراغ                                               | ۱۰         |
| گزگز، بی‌حسی یا فلج                                    | ۱۰         |
| اضطراب یا عصبی بودن                                   | ۸          |
| اسهال                                                 | ۷          |
| مشکل در بینایی                                        | ۷          |
| کهیر                                                  | ۴          |
| ازدست‌دادن هوشیاری / سنکوپ                             | ۴          |
| خارش                                                  | ۳          |

### شیوع و شدت
نوجوانان و کودکان اغلب در موارد ام‌پی‌آی تحت تأثیر قرار می‌گیرند. این فرضیه که افراد مستعد برونگرایی یا روان رنجوری، یا کسانی که نمرات بهرهٔ هوشی پایینی دارند، بیشتر در معرض شیوع همه‌گیری هیستریک هستند، همیشه در تحقیقات ثابت نشده‌است. بارتولومیو و وسلی بیان می‌کنند که «واضح به نظر می‌رسد که هیچ زمینهٔ خاصی برای بدحالی جامعه‌زاد جمعی وجود ندارد و این یک واکنش رفتاری است که هر کسی می‌تواند در شرایط مناسب نشان دهد.»
به نظر می‌رسد پوشش رسانه‌ای شدید شیوع را تشدید می‌کند. این بدحالی همچنین ممکن است پس از شیوع اولیه عود کند. جان والر توصیه می‌کند که وقتی مشخص شد که این بدحالی روان‌زاد است، نباید توسط مقامات اعتباری به آن داده شود. به عنوان مثال، در مطالعه موردی کارخانه سنگاپور، به نظر می‌رسد که فراخواندن یک پزشک برای انجام جن‌گیری باعث تداوم شیوع شد.

## پژوهش
علاوه بر مشکلات مشترک در همه تحقیقات مربوط به علوم اجتماعی، از جمله کمبود فرصت برای آزمایش‌های کنترل‌شده، بدحالی جامع‌زاد جمعی مشکلات خاصی را برای محققان در این زمینه ایجاد می‌کند. بالارات‌نَسینگرام و جانکا گزارش می‌دهند که روش‌های «تشخیص هیستری جمعی همچنان بحث‌برانگیز است.» به گفته جونز، متمایز کردن اثرات ناشی از ام‌پی‌آی از [آنهایی که] بیوتروریسم، عفونت درحال گسترش سریع یا قرارگرفتن در معرض سمی حاد دشوار است.

این مشکلات ناشی از تشخیص باقیمانده ام‌پی‌آی است. در استدلالی که ادامه می‌یابد، منطقی وجود ندارد: «هیچ چیزی وجود ندارد، بنابراین باید ام‌پی‌آی باشد.» این نمونه ای از استدلال از جهل است، با جهل در اینجا به معنای «عدم وجود دلیل مخالف». از این تصور که یک عامل ارگانیک می‌توانست نادیده گرفته شود (یعنی ممکن است تحقیقات کافی صورت نگرفته باشد)، یا این احتمال که پاسخ ممکن است درحال حاضر ناشناخته باشد اما در یک مقطع زمانی در آینده شناخته شده باشد، جلوگیری می‌کند. با این وجود، اجرای تعداد زیادی تست احتمال مثبت کاذب را افزایش می‌دهد. سینگر، از دانشکده‌های پزشکی یونیفرمد، مشکلات چنین تشخیصی را خلاصه کرده‌است:
«[شما] متوجه می‌شوید که گروهی از مردم مریض می‌شوند، تحقیق می‌کنید، هر چیزی را که می‌توانید اندازه‌گیری کنید، اندازه‌گیری می‌کنید… و وقتی هنوز هیچ دلیل فیزیکی پیدا نکردید، می‌گویید «خب، هیچ چیز دیگری در اینجا وجود ندارد، پس بیایید آن را یک مورد ام‌پی‌آی بنامیم.»»

## در تاریخ

### قرون وسطی
اولین موارد مطالعه شده مرتبط با هیستری اپیدمی، شیدایی‌های رقص قرون وسطی، از جمله رقص سنت جان و تارانتیسم است. قرار بود اینها با تسخیر روح یا نیش رتیل مرتبط باشد. افراد مبتلا به شیدایی رقص در گروه‌های بزرگ، گاهی برای هفته‌ها در یک زمان می‌رقصیدند. این رقص گاهی با برهنه کردن، زوزه کشیدن، انجام حرکات زشت یا حتی خندیدن یا گریه تا حد مرگ (به گزارش‌ها) همراه بود. شیدایی رقص در سراسر اروپا گسترده بود.

### قرن ۱۸ام تا ۲۱ام

#### در کارخانه‌ها
شیوع ام‌پی‌آی در کارخانه‌ها پس از انقلاب صنعتی در انگلستان، فرانسه، آلمان، ایتالیا و روسیه و همچنین ایالات متحده و سنگاپور رخ داد.

#### در مدارس
هیستری دسته جمعی مدارس در بری، آلاباما و میامی بیچ را در سال ۱۹۷۴ تحت تأثیر قرار داد، با قسمت اول به شکل خارش مکرر، و دومی در ابتدا ترس از گاز سمی را برانگیخت (ردیابی آن به یک دانش آموز محبوب که اتفاقاً به یک ویروس مبتلا شده بود، بازمی‌گردد).

هزاران نفر در ماه مارس تا ژوئن ۱۹۹۰ در یکی از استان‌های کوزوو تحت تأثیر شیوع یک بدحالی فرضی قرار گرفتند که منحصراً آلبانیایی نژادها را تحت تأثیر قرار می‌داد که بیشتر آنها نوجوانان کم سن و سال بودند. طیف وسیعی از علائم، از جمله سردرد، سرگیجه، اختلال در تنفس، ضعف/بی‌بُنگی، احساس سوزش، گرفتگی عضلات، درد سینه/پشت‌جناقی، خشکی دهان و حالت تهوع آشکارشد. پس از فروکش کردن بیماری، یک کمیسیون فدرال دو حزبی سندی را منتشر کرد که در آن توضیحی دربارهٔ بدحالی روان‌زاد ارائه می‌داد. رادووانوویچ از بخش پزشکی اجتماعی و دانشکده پزشکی علوم رفتاری در کویت گزارش می‌دهد:
این سند هیچ‌یک از دو قوم‌ها را راضی نکرد. بسیاری از پزشکان آلبانیایی بر این باور بودند که آنچه که آنها شاهد بوده‌اند یک اپیدمی غیرعادی از مسمومیت بوده‌است. اکثر همکاران صرب آنها نیز هر توضیحی را در زمینه آسیب‌شناسی روانی نادیده گرفتند. آنها پیشنهاد کردند که این حادثه به قصد سیاه نمایی صرب‌ها جعلی بوده‌است، اما به دلیل سازماندهی ضعیف شکست خورد.
رودوانوویچ انتظار دارد که این نمونه گزارش شده از بدحالی جامعه‌زاد جمعی توسط وضعیت ناپایدار و متشنج فرهنگی در استان تسریع شده باشد.
همه‌گیری خنده تانگانیکا در سال ۱۹۶۲ شیوع حملات خنده‌ای بود که شایعه شده بود در روستای کانشاسا در سواحل غربی دریاچه ویکتوریا در کشور نوین تانزانیا یا در نزدیکی آن رخ داده‌است که در نهایت بر ۱۴ مدرسه مختلف و بیش از ۱۰۰۰ نفر تأثیر گذاشت.
صبح پنج شنبه ۷ اکتبر ۱۹۶۵، در مدرسه ای دخترانه در بلکبرن در انگلستان، چند دختر از سرگیجه شکایت کردند. برخی بیهوش شدند. در عرض چند ساعت، ۸۵ دختر مدرسه پس از بیهوش شدن، با آمبولانس به بیمارستان مجاور منتقل شدند. علائم شامل پف‌کردن، ناله، دندان‌قروچه، بیش‌دَمی و کزازین بود. ماس و مک اِوِدی تحلیل خود را از این رویداد حدود یک سال بعد منتشر کردند. نتیجه‌گیری آنها در ادامه می‌آید. نتیجه‌گیری آنها در مورد برونگرایی و روان‌رنجوری بالاتر از حد متوسط افراد مبتلا، لزوماً نمونه ام‌پی‌آی نیست:
- یافته‌های بالینی و آزمایشگاهی اساساً منفی بود.
- تحقیقات مقامات بهداشت عمومی هیچ شواهدی مبنی‌بر آلودگی غذا یا هوا کشف نکرد.
- همه‌گیرشناسی شیوع با استفاده از پرسش‌نامه‌هایی که برای کل جمعیت مدرسه اجراشد بررسی‌شد. مشخص شد که شیوع این بیماری در بین ۱۴ ساله‌ها شروع‌شد، اما بیشترین شیوع به جوان‌ترین گروه‌های سنی منتقل شد.
- با استفاده از پرسش‌نامه شخصیت آیزنک، مشخص‌شد که در تمام گروه‌های سنی، میانگین نمرات E [برونگرایی] و N [روان‌نژندخویی] افراد مبتلا، بالاتر از افراد غیرمبتلا بود.
- دختران جوان‌تر مستعدتر بودند، اما این اختلال شدیدتر بود و در دختران بزرگ‌تر بیشتر به‌درازا کشید.
- در نظر گرفته‌شد که همه‌گیری هیستریک بود، همه‌گیری فلج اطفال قبلی جمعیت را از نظر عاطفی آسیب‌پذیر کرده بود، و اینکه یک رژه سه ساعته، که ۲۰ غش در روز قبل از شیوع اول ایجاد کرد، محرک خاص بود.
- تصور می‌شد که داده‌های جمع‌آوری‌شده با نظریه‌های سازمانی و با نظریه سازش هسته‌های سازمانی ناسازگار است.

یک مورد احتمالی دیگر در ژوئن ۱۹۹۹ در بلژیک رخ داد که مردم، عمدتاً دانش‌آموزان مدرسه، پس از نوشیدن کوکاکولا بیمار شدند. در پایان، دانشمندان در مورد مقیاس شیوع اختلاف نظر داشتند، که آیا به‌طور کامل علائم مختلف و مقیاسی که بدحالی جامعه‌زاد بر افراد درگیر تأثیر می‌گذارد، توضیح می‌دهد.
شیوع احتمالی بیماری روان‌زاد جمعی در دبیرستان لو روی جنیور-سینیور در سال ۲۰۱۱، در شمال ایالت نیویورک، ایالات متحده رخ‌داد که در آن چندین دانش‌آموز علائمی مشابه سندرم تورت داشتند. متخصصان بهداشتی مختلف، عواملی مانند گارداسیل، آلودگی آب آشامیدنی، داروهای غیرقانونی، مسمومیت با مونوکسید کربن و سایر علت‌های نهفته محیطی یا عفونی را رد کردند، قبل از اینکه دانش‌آموزان را با اختلال تبدیلی و بدحالی روان‌زاد جمعی تشخیص دهند.
از حدود سال ۲۰۰۹، موجی از مسمومیت‌های آشکار در مدارس دخترانه در سراسر افغانستان گزارش شد. علائم شامل سرگیجه، غش و استفراغ بود. سازمان ملل متحد، سازمان بهداشت جهانی و نیروی کمک به امنیت بین‌المللی ناتو تحقیقاتی را در مورد این حوادث طی چندین سال انجام دادند، اما هیچ‌گاه شواهدی دال بر سموم یا مسمومیت در صدها نمونه خون، ادرار و آب که آزمایش کردند، پیدا نکردند. نتیجه‌گیری محققان این بود که دختران در حال تجربه یک بدحالی روان‌زاد هستند.
در اوت ۲۰۱۹، بی‌بی‌سی گزارش داد که دختران دانش‌آموز در مدرسه متوسطه ملی کتریه (SMK Ketereh) در کلانتان، مالزی، شروع به فریاد کشیدن کردند و برخی ادعا کردند که «چهره ای از شیطان کامل» را دیده‌اند. سیمون وسلی از بیمارستان کینگز کالج لندن پیشنهاد کرد که این نوعی «رفتار جمعی» است. رابرت بارتولومیو، جامعه‌شناس پزشکی و نویسنده آمریکایی، می‌گوید: «تصادفی نیست که کلانتان، محافظه کارترین ایالت مالزی از نظر مذهبی، همچنین مستعدترین ایالت برای شیوع بیماری است.» این دیدگاه توسط عفیق نور، یک دانشگاهی، که استدلال می‌کند که اجرای دقیق‌تر قوانین اسلامی در مدارس در ایالت‌هایی مانند کلانتان با شیوع این بیماری مرتبط است، پشتیبانی می‌شود. او پیشنهاد کرد که شیوع فریاد ناشی از محیط محدود بوده‌است. در فرهنگ مالزی، مکان‌های دفن و درختان مکان‌های رایجی برای داستان‌های فراطبیعی در مورد ارواح نوزادان مرده (تویول)، ارواح خون‌آشام (pontianak) و ارواح زن انتقام‌جو (penanggalan) هستند. مقامات با قطع درختان اطراف مدرسه به شیوع کلانتان پاسخ دادند.
شیوع بدحالی‌های روان‌زاد جمعی «در دِیرها و صومعه‌های کاتولیک در سراسر مکزیک، ایتالیا و فرانسه، در مدارس کوزوو و حتی در میان تشویق‌کنندگان در یک شهر روستایی کارولینای شمالی گزارش شده‌است».
اپیزودهای هیستری جمعی اغلب در مدارس نپال مشاهده شده‌است، حتی منجر به تعطیلی موقت مدارس می‌شود. یک پدیده منحصر به فرد «همه‌گیری عودکننده هیستری جمعی» از مدرسه ای در منطقه پایوتن در غرب نپال در سال ۲۰۱۸ گزارش شد. پس از اینکه یک دختر مدرسه ای ۹ ساله دچار گریه و فریاد شد، به سرعت سایر کودکان همان مدرسه نیز تحت تأثیر قرار گرفتند و درنتیجه ۴۷ دانش‌آموز (۳۷ دختر، ۱۰ پسر) در همان روز مبتلا شدند. از سال ۲۰۱۶، هر سال موارد مشابهی از بدحالی روان‌زاد جمعی در همان مدرسه رخ می‌دهد. تصور می‌شود که این یک مورد منحصر به فرد از هیستری جمعی مکرر باشد.
در ژوئیه ۲۰۲۲، گزارش‌هایی از ۱۵ دختر با علائم غیرعادی مانند جیغ، لرزش و کوبیدن سرشان از یک مدرسه دولتی در باگشوار، اوتاراکند منتشر شد. بدحالی روان‌زاد جمعی به‌عنوان یک علت احتمالی پیشنهاد شده‌است.

#### تروریسم و جنگ بیولوژیک
بارتولومیو و وسلی این نگرانی را پیش‌بینی می‌کنند که پس از یک حمله شیمیایی، بیولوژیکی یا هسته‌ای، امکانات بهداشت عمومی ممکن است به سرعت توسط افراد مضطرب و نه فقط تلفات پزشکی و روان‌زاد درهم‌شکسته شوند. علاوه بر این، علائم اولیه افرادی که تحت تأثیر ام‌پی‌آی قرار گرفته‌اند به‌سختی از علائمی که واقعاً در معرض عامل خطرناک قرار دارند، تشخیص داده می‌شود.
اعتقاد بر این بود که اولین موشک عراقی که در طول جنگ خلیج فارس به اسرائیل اصابت کرد حاوی سلاح‌های شیمیایی یا بیولوژیکی بود. اگرچه اینطور نبود، اما ۴۰ درصد از کسانی که در مجاورت انفجار بودند مشکلات تنفسی را گزارش کردند.
درست پس از حملات سیاه‌زخم ۲۰۰۱ در دو هفته اول اکتبر ۲۰۰۱، بیش از ۲۳۰۰ هشدار کاذب سیاه‌زخم در ایالات متحده وجود داشت. برخی علائم جسمی آنچه را که معتقد بودند سیاه‌زخم است گزارش کردند.
همچنین در سال ۲۰۰۱، مردی چیزی که بعداً مشخص شد پاک‌کننده پنجره بود را به ایستگاه مترو در مریلند اسپری کرد. سی و پنج نفر به دلیل تهوع، سردرد و گلودرد تحت درمان قرار گرفتند.
در سال ۲۰۱۷، برخی از کارمندان سفارت آمریکا در کوبا علائمی را گزارش کردند (معروف به " نشانگان هاوانا ") که به "حملات صوتی" نسبت داده می‌شود. سال بعد، برخی از کارمندان دولت ایالات متحده در چین علائم مشابهی را گزارش کردند. برخی از دانشمندان پیشنهاد کرده‌اند که علائم ادعایی ماهیت روان‌زادی دارند. با این حال، یک مطالعه با استفاده از تصویربرداری عصبی حداقل برخی از علل طبیعی و غیرروان‌زادی را نشان می‌دهد.

#### کودکان در خانواده‌های پناهنده اخیر
گزارش شده‌است که کودکان پناهنده در سوئد با اطلاع از اخراج خانواده‌هایشان به حالت کما می‌افتند. این بیماری که به عنوان نشانگان واگامش شناخته می‌شود (سوئدی: uppgivenhetssyndrom) اعتقاد بر این است که تنها درمیان جمعیت پناهنده در کشورهای اسکاندیناوی وجود دارد، جایی که از اوایل قرن بیست و یکم رایج بوده‌است. گزارشگران بیان می‌کنند که «درجه‌ای از سرایت روان‌شناختی» درون‌زاد این عارضه است، که از طریق آن دوستان جوان و بستگان فرد مبتلا نیز می‌توانند به این بیماری مبتلا شوند.
در گزارشی ۱۳۰ صفحه‌ای دربارهٔ این عارضه که به سفارش دولت تهیه‌شد و درسال ۲۰۰۶ منتشرشد، تیمی از روان‌شناسان، دانشمندان علوم‌سیاسی و جامعه‌شناسان این فرضیه را مطرح کردند که این یک نشانگان محدود به‌ فرهنگ، یک بیماری روان‌شناختی است که در یک جامعه خاص وجود دارد.
این پدیده بعداً زیر سؤال رفت، زیرا کودکان شاهد بودند که توسط والدین خود مجبور شدند به روشی خاص عمل‌کنند تا شانس دریافت مجوز اقامت افزایش یابد. همان‌طور که سوابق پزشکی نشان می‌دهد، متخصصان مراقبت‌های بهداشتی از این کلاهبرداری آگاه بودند و شاهد والدینی بودند که فعالانه کمک به فرزندان خود امتناع کردند، اما سکوت کردند. بعداً، تلویزیون سوئد، پخش‌همگانی تلویزیون عمومی ملی سوئد، به‌دلیل ناکامی در کشف حقیقت توسط روزنامه‌نگار محقق، ژان جوزفسون، به شدت مورد انتقاد قرار گرفت.

#### اینترنت
پس از ظهور یک کانال موفقیت‌آمیز محبوب یوتیوبی درسال ۲۰۱۹ که در آن مجری، رفتارهای شبیه تورت گسترده را از خود نشان می‌دهد، افزایش شدیدی در تعداد جوانان مراجعه کننده به درمانگاه‌های متخصص در زمینه تیک مشاهده شد که تصور می‌شود مربوط به شیوع سرایت اجتماعی از طریق اینترنت باشد. استرس ناشی از اضطراب زیست‌محیطی و دنیاگیری کووید-۱۹. نویسندگان گزارش اوت ۲۰۲۱ شواهدی پیدا کردند که نشان می‌دهد رسانه‌های اجتماعی ناقل اصلی انتقال است و عمدتاً بر دختران نوجوان تأثیر می‌گذارد و این پدیده را اولین نمونه ثبت‌شده «بدحالی ناشی از رسانه‌های اجتماعی جمعی» (MSMI) اعلام کردند.